# Sayalgudi
Sayalgudi es una ciudad y nagar Panchayat situada en el distrito de Ramanathapuram en el estado de Tamil Nadu (India). Su población es de 14801 habitantes (2011).

## Demografía
Según el censo de 2011 la población de Sayalgudi era de 14801 habitantes, de los cuales 7609 eran hombres y 7192 eran mujeres. Sayalgudi tiene una tasa media de alfabetización del 78,51%, inferior a la media estatal del 80,09%: la alfabetización masculina es del 86,59%, y la alfabetización femenina del 69,93%.